# Nycteola siculana
Nycteola siculana är en fjärilsart som beskrevs av Fuchs 1899. Nycteola siculana ingår i släktet Nycteola och familjen trågspinnare. Inga underarter finns listade i Catalogue of Life.